# マサチューセッツ海事大学
マサチューセッツ海事大学(マサチューセッツかいじだいがく、英: Massachusetts Maritime Academy)はアメリカ合衆国マサチューセッツ州に所在する州立大学である。

## 沿革
マサチューセッツ海事大学は1891年6月11日、マサチューセッツ航海訓練学校として設立され、1913年にマサチューセッツ航海学校と改名、第2次大戦中の1942年に現在の校名となった。本校初代の練習船は米海軍から供与されたエンタープライズであり、同船名は現在の練習船エンタープライズへと継承されている。

## 連隊生活

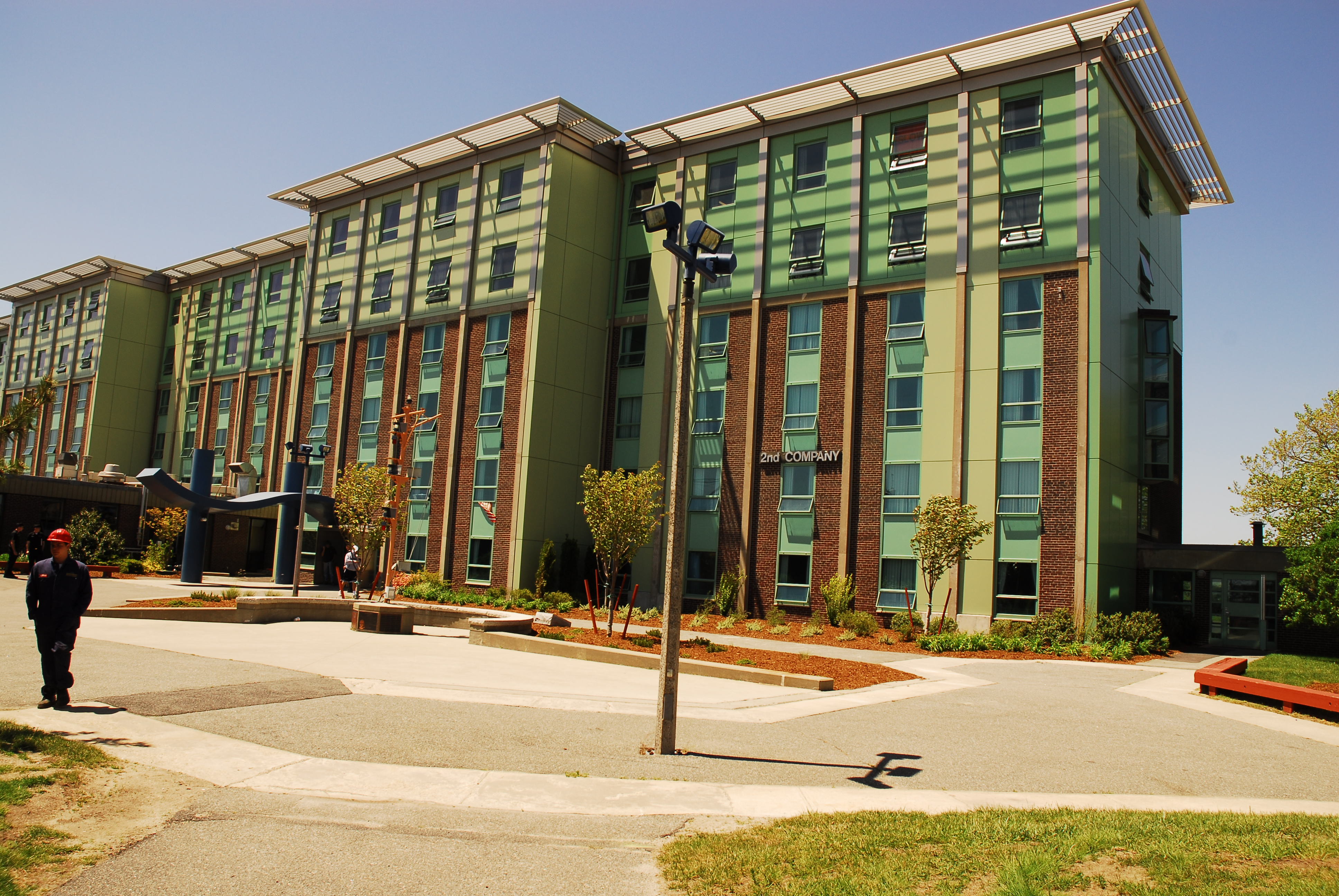
第1～3中隊学生寮

全ての学生は、大学内に設置されている連隊（Regiment）に所属が義務付けられている。連隊隷下には、4つの中隊（Company）が設置され、中隊ごとに学生寮が設置されている。またFacilities and Environmental Engineering及びEmergency Managementの学生に限り、通学が許可されている。毎年8月下旬に新入生が着校し連隊に編入、各分隊において２週間にわたる軍事教練及び体力練成をも含む、リーダーシップ・シーマンシップといった海上生活への導入教育が施される。合衆国商船大学やカリフォルニア海事大学では、新入生を"Plebs（奴隷）"と呼称するが、本校においては、"Youngies"と呼称する。新入生は、この2週間の教育を経、晴れて本来の大学生活（連隊生活）を開始することとなる。学生は、本校卒業と同時に海軍もしくは沿岸警備隊に少尉として任官することが可能である。しかし、マサチューセッツ海事大学にあっては全米に６校設置されている海事大学の中で唯一、学内に予備役将校訓練課程が設置されていない。

## 海技実習

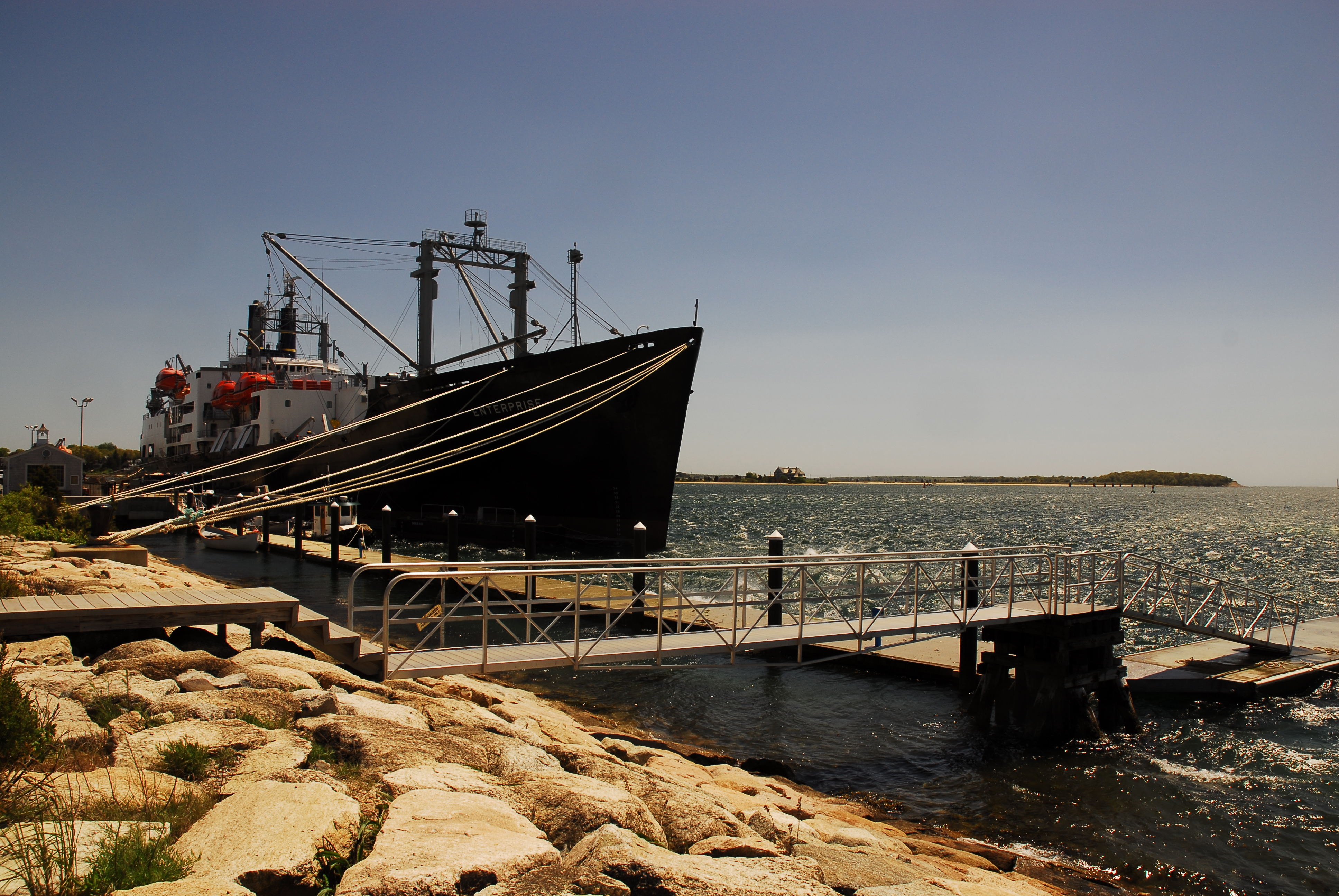
合衆国練習船エンタープライズ

アメリカの海事教育機関では、練習船による海技実習を"Sea Year"もしくは"Sea Term"と呼称する。マサチューセッツ海事大学においては、毎年冬季休暇明けの1月から2月の間、練習船エンタープライズを利用して実施される。

## 専攻
- Marine Transportation and Marine Engineering
- Marine Safety and Environmental Protection (MSEP)
- Facilities and Environmental Engineering
- International Maritime Business
- Emergency Management

## 練習船
- 練習船エンタープライズ
- 練習船レンジャー